# Tautas Balss
Tautas Balss (рус. Голос народа) — газета Латвийского национального союза, нелегально выпускавшаяся в Латвии во время немецкой оккупации, с февраля по сентябрь 1942 года. Язык газеты — латышский.
Редакционную группу газеты возглавлял студент-филолог Артур Каминскис (латыш. Artūrs Kaminskis; 1914—2003). Консультантами выступали Карлис Скалбе, Янис Эндзелинс и Теодор Целмс. Авторы статей пользовались только псевдонимами. Техническим редактором был Арнольд Берзиньш, а после его ареста — Валерий Гейданс-Клява. Газета «Tautas Balss» распространялась в различных городах Латвии через почтовые ящики или из рук в руки.
Первый номер газеты вышел 15 февраля 1942 года. Всего было издано 9 номеров, каждый из которых имел по 5-6 страниц и выпускался тиражом около 100 экземпляров. После ареста редакционной группы выпуск газеты прекратился.